# Barney Phillips
Pour les articles homonymes, voir Phillips.
Bernard Philip Ofner — né le 20 octobre 1913 à Saint-Louis (Missouri), mort le 17 août 1982 à Los Angeles (Californie) — est un acteur américain, connu sous le nom de scène de Barney Phillips.

## Biographie
Au cinéma, après une première apparition dans un film de 1937, il contribue à trente-et-un autres films américains sortis entre 1949 et 1982.
Citons La Furie du désir de King Vidor (1952, avec Jennifer Jones et Charlton Heston), La Jungle des hommes  de Jerry Hopper (1955, avec Tony Curtis et Ernest Borgnine), Jesse James, le brigand bien-aimé (1957, avec Robert Wagner et Jeffrey Hunter) et La Canonnière du Yang-Tsé de Robert Wise (1966, avec Steve McQueen et Candice Bergen).
Pour la télévision, il apparaît dans cent-dix neuf séries américaines de 1951 à 1982, dont Badge 714 (onze épisodes, 1951-1953), Gunsmoke (huit épisodes, 1956-1963), La Quatrième Dimension (quatre épisodes, 1960-1963), Shazzan (série d'animation, intégrale des trente-six épisodes dans le rôle-titre — voix —, 1967), Cannon (quatre épisodes, 1971-1976) et Shérif, fais-moi peur (deux épisodes, 1981-1982).
S'y ajoutent quinze téléfilms diffusés entre 1956 et 1981, dont The Amazing Howard Hughes de William A. Graham (1977, avec Tommy Lee Jones dans le rôle-titre).
Barney Phillips participe également durant sa carrière à des émissions radiophoniques, dont la version radio de la série policière précitée Badge 714 (1949-1957) et la série-western Fort Laramie (en) (1958).
Au théâtre enfin, il joue une fois à Broadway en 1940-1941, dans une revue.

## Filmographie partielle

### Cinéma
- 1937 : Black Aces de Buck Jones et Lesley Selander : Jake Stoddard
- 1949 : The Judge d'Elmer Clifton : un journaliste
- 1951 : Little Egypt de Frederick de Cordova : un journaliste
- 1952 : Mes six forçats (My Six Convicts) d'Hugo Fregonese : le boulanger-contremaître
- 1952 : Qui donc a vu ma belle ? (Has Anybody Seen My Gal?) de Douglas Sirk : un ouvrier
- 1952 : Eight Iron Men d'Edward Dmytryk : le capitaine Trelawny
- 1952 : La Furie du désir (Ruby Gentry) de King Vidor : Dr Saul Manfred / le narrateur
- 1953 : The All American de Jesse Hibbs : l'entraîneur Clipper Colton
- 1953 : Meurtre prémédité (A Blueprint for Murder) d'Andrew L. Stone : le capitaine-détective Pringle
- 1953 : Down Among the Sheltering Palms d'Edmund Goulding : le soldat Murphy
- 1955 : Nuit de terreur (The Night Holds Terror) d'Andrew L. Stone : Stranske
- 1955 : La Jungle des hommes (The Square Jungle) de Jerry Hopper : Dan Selby
- 1956 : Behind the High Wall d'Abner Biberman : Tom Reynolds
- 1956 : Le Diabolique M. Benton (Julie) d'Andrew L. Stone : le médecin
- 1957 : Jesse James, le brigand bien-aimé (The True Story of Jesse James) de Nicholas Ray : Dr Samuel
- 1957 : Le Pays de la haine (en) (Drango) d'Hall Bartlett et Jules Bricken : le révérend Giles Cameron
- 1958 : Cri de terreur (Cry Terror!) d'Andrew L. Stone : Dan Pringle
- 1958 : Kathy O' de Jack Sher : Matt Williams
- 1958 : La Vengeance des mutins (The Decks Ran Red) d'Andrew L. Stone : Karl Pope
- 1964 : Della de Robert Gist : Eric Kline
- 1966 : La Canonnière du Yang-Tsé (The Sand Pebbles) de Robert Wise : Franks
- 1972 : Dealing: Or the Berkeley-to-Boston Forty-Brick Lost-Bag Blues de Paul Williams (en)
- 1976 : La Folle Escapade (No Deposit, No Return) de Norman Tokar : le sergent Benson
- 1977 : Beyond Reason de Telly Savalas : Dr Batt

### Télévision
Séries
- 1951-1953 : Badge 714 (Dragnet)
  - Saison 1, épisode 1 The Human Bomb (1951), épisode 3 The Big Death (1952), épisode 4 The Big Mother (1952), épisode 5 The Big Cast (1952), épisode 6 The Big Speech (1952), épisode 7 The Big Parrot (1952), épisode 11 The Big September Man (1952), épisode 12 The Big Phone Call (1952), épisode 13 The Big Casing (1952) et épisode 14 The Big Lamp (1952) de Jack Webb : le sergent Ed Jacobs (sauf épisode 1 : Sam Erickson)
  - Saison 2, épisode 33 The Big Dance (1953) de Jack Webb : le sergent Ed Jacobs
- 1956-1963 : Gunsmoke ou Police des plaines (Gunsmoke ou Marshal Dillon)
  - Saison 2, épisode 4 The Round Up (1956) de Ted Post : Summers
  - Saison 3, épisode 28 Bottleman (1958) de John Rich et épisode 37 Carmen (1958) de Ted Post : Bill Pence
  - Saison 4, épisode 26 The Coward (1959 - Bill Pence) de Jesse Hibbs et épisode 30 Renegade White (1959 - Ord Spicer) d'Andrew V. McLaglen
  - Saison 6, épisode 7 Don Matteo (1960) de Jesse Hibbs et épisode 27 Big Man (1961) de Gerald Mayer : Bill Pence
  - Saison 9, épisode 8 Carter Caper (1963) de Jerry Hopper : Smith
- 1958 : Mike Hammer (Mickey Spillane's Mike Hammer), première série
  - Saison 1, épisode 40 Scar and Garter de Lawrence Dobkin : Oren Bass
- 1958 : Peter Gunn
  - Saison 1, épisode 4 The Blind Pianist de Blake Edwards : Stephen Ware
- 1958-1963 : 77 Sunset Strip
  - Saison 1, épisode 2 Lovely Lady, Pity Me (1958) de Douglas Heyes et épisode 6 Two and Two Makes Six (1958) de James V. Kern : Coletti
  - Saison 5, épisode 36 Never to Have Loved de William Conrad : Wilkens
- 1960-1963 : La Quatrième Dimension (The Twilight Zone)
  - Saison 1, épisode 19 Le Testament pourpre de la guerre sanglante (The Purple Testament, 1960) de Richard L. Bare : le capitaine E. L. Gunther
  - Saison 2, épisode 4 Allez-vous en, Finchley ! (A Thing About Machines, 1960 - le réparateur de téléviseurs) et épisode 28 Y a-t-il un Martien dans la salle ? (Will the Real Martian Please Stand Up?, 1961 : le barman Haley)
  - Saison 4, épisode 8 Miniature de Walter Grauman : Diemel
- 1961 : Hong Kong
  - Saison unique, épisode 17 Night Cry : Jonathan Crane
- 1961 : Échec et Mat (Checkmate)
  - Saison 1, épisode 16 Hour of Execution (le capitaine Holland) de John English, épisode 18 Laugh Till I Die (le capitaine Holland) de Don Weis et épisode 32 Death by Design (le lieutenant Brand) de John Newland
  - Saison 2, épisode 9 The Two of Us de Paul Stewart : le capitaine Jack Howard
- 1961-1962 : Perry Mason, première série
  - Saison 4, épisode 17 The Case of the Wintry Wife (1961) : M. Johnson
  - Saison 5, épisode 23 The Case of the Absent Artist (1962) : Newburgh
- 1962 : Les Aventuriers du Far West (Death Valley Days)
  - Saison 10, épisode 12 The Truth Teller : Hancock
- 1962 : Le Gant de velours (The New Breed)
  - Saison unique, épisodes 18 et 19 Policemen Die Alone, Parts I & II : le sergent Steiner
- 1962-1964 : Suspicion (The Alfred Hitchcock Hour)
  - Saison 1, épisode 4 I Saw the Whole Thing (1962) d'Alfred Hitchcock : le lieutenant Sweet
  - Saison 2, épisode 7 Starring the Defense (1963 - Hanley) de Joseph Pevney et épisode 28 Who Needs an Enemy? (1964 - le premier détective) d'Harry Morgan
- 1963 : Les Incorruptibles (The Untouchables)
  - Saison 4, épisode 22 Le Garçon boucher (The Butcher's Boy) : Schuster
- 1965 : Les Mystères de l'Ouest (The Wild Wild West)
  - Saison 1, épisode 6 La Nuit des mille yeux (The Night of a Thousand Eyes) de Richard C. Sarafian : le capitaine Tenney
- 1963-1967 : Le Fugitif (The Fugitive), première série
  - Saison 1, épisode 1 L'Obsession (Fear in a Desert City, 1963) de Walter Grauman : Cleve Brown
  - Saison 4, épisode 24 Rue barrée (The Savage Street, 1967) de Gerald Mayer : Harrigon
- 1967 : Shazzan (série d'animation)
  - Saison unique, 36 épisodes (intégrale) : rôle-titre (voix)
- 1967 : Les Espions (I Spy)
  - Saison 3, épisode 5 Philotimo d'Earl Bellamy : Harrison
- 1967 : Les Envahisseurs (The Invaders)
  - Saison 1, épisode 9 Équation : Danger (Quantity : Unknown) : Walt Anson
  - Saison 2, épisode 16 Une action de commando (Task Force) de Gerald Mayer : Emmett Morgen
- 1967-1968 : Brigade criminelle (Felony Squad)
  - Saison 2, épisode 2 The Counterfeit Cop (1967) de Walter Grauman, épisode 5 The Death Bag (1967), épisodes 13 et 14 An Arrangement with Death, Parts I & II (1967) de George McCowan, épisode 21 The Deadly Abductors (1968) d'Howard Duff, épisode 23 Epitath for a Cop (1968) de George McCowan et épisode 25 Image of Evil (1968) de Lawrence Dobkin : le capitaine Ed Franks
- 1969 : Max la Menace (Get Smart)
  - Saison 4, épisode 23 Fenêtre sur rue (Greer Window) d'Eddie Ryder : Greer
- 1969 : Doris comédie (The Doris Day Show)
  - Saison 1, épisode 24 The Still de Gary Nelson et épisode 26 The Tiger de Gary Nelson : le shérif Ben Anders
- 1969 : La Nouvelle Équipe (The Most Squad)
  - Saison 2, épisode 6 Lisa de Robert Michael Lewis : Cliff Whittaker
- 1969 : Mannix
  - Saison 3, épisode 13 Les Dents du serpent (Tooth of the Serpent) de Paul Krasny : Parker
- 1970 : Docteur Marcus Welby (Marcus Welby, M.D.)
  - Saison 1, épisode 15 The Soft Phrase of Peace de Russ Mayberry : le capitaine Cochran
- 1970 : Le Virginien (The Virginian)
  - Saison 8, épisode 20 No War for the Warrior de Don McDougall : le major Heller
- 1971 : Hawaï police d'État (Hawaii Five-0)
  - Saison 4, épisode 7 Air Cargo (Air Cargo – Dial for Murder) de Michael O'Herlihy : Cook
- 1971 : Columbo
  - Saison 1, épisode 4 Plein cadre (Suitable for Framing) de Hy Averback : le capitaine Wyler
- 1971-1972 : Sam Cade (Cade's County)
  - Saison 1, épisode 5 L'Exécution (Violent Echo, 1971) de David Lowell Rich, épisode 8 Les Voleurs de chevaux (The Mustangers, 1971), épisode 13 Piège (Shakedown, 1972) et épisode 24 Le Témoin (The Witness, 1972) de Michael O'Herlihy : Dr Ganby
- 1971-1976 : Cannon
  - Saison 1, épisode 15 Cauchemars (The Nowhere Man, 1971) de George McCowan : l'inspecteur Daniels
  - Saison 2, épisode 8 Chantage en divorce (The Rip Off, 1972) de George McCowan : Sharkley
  - Saison 3, épisode 7 Vol de nuit (Night Flight for Murder, 1973) : Bob Wells
  - Saison 5, épisode 17 Machination (The Reformer, 1976) de Lawrence Dobkin : l'officier de police
- 1972 : Bonanza
  - Saison 14, épisode 4 Riot de Lewis Allen : Asa Calhoun
- 1972 : Les Rues de San Francisco (The Streets of San Francisco)
  - Saison 1, épisode 12 La Balle dans l'épaule (The Bullet) de Walter Grauman : Jim Dayton
- 1974 : Police Story
  - Saison 1, épisode 17 The Hunters de Richard Benedict : Barnes
- 1974 : Petrocelli
  - Saison 1, épisode 6 Death in High Places de Richard Donner : Frank Kelly
- 1976-1978 : Barnaby Jones
  - Saison 4, épisode 15 Dead Heat (1976) de Walter Grauman : Harry Verby
  - Saison 7, épisode 9 Victim of Love (1978) de Walter Grauman : Lou Arnold
- 1979 : Embarquement immédiat (Flying High)
  - Saison unique, épisode 14 Ladies of the Night : Bailiff
- 1979 : L'Île fantastique (Fantasy Island)
  - Saison 3, épisode 13 L'Inventeur / Le Revers de la médaille (The Inventor / On the Other Side) d'Earl Bellamy : M. Mason
- 1979-1982 : Lou Grant
  - Saison 2, épisode 15 Scam (1979) de Gerald Mayer : Dr Barnes
  - Saison 5, épisode 16 Obituary (1982) de Paul Stanley : Jerry Ellison
- 1980 : Au fil des jours (One Day at a Time)
  - Saison 5, épisode 16 Old Horizons : Harry Barofsky
- 1980 : Vegas (Vega$)
  - Saison 3, épisode 8 Christmas Story : Dr Sutherland
- 1981 : Chips (CHiPs)
  - Saison 4, épisode 20 Le Cadavre (Dead Man's Riddle) : Tammaron
- 1981-1982 : Shérif, fais-moi peur (The Dukes of Hazzard)
  - Saison 4, épisode 4 Coltrane contre Duke (Coltrane vs. Duke, 1981) de Don McDougall et épisode 14 Boss sous les verrous (Dukescam Scam) de Denver Pyle : le juge Buford Potts

Téléfilms
- 1956 : Have Camera Will Travel de William A. Seiter : le capitaine de police
- 1970 : Run, Simon, Run de George McCowan : Cesar Rosetti
- 1971 : A Death of Innocence de Paul Wendkos : Klein
- 1973 : Beg, Borrow, or Steal de David Lowell Rich : Steve Ramsey
- 1973 : Shirts/Skins de William A. Graham : le deuxième détective
- 1975 : Mobile Two de David Moessinger : le chirurgien
- 1976 : Law of the Land de Virgil W. Vogel : le médecin
- 1976 : Opération Brinks (Brinks : The Great Robbery) de Marvin J. Chomsky : Thomas Preston
- 1977 : The Amazing Howard Hughes de William A. Graham : Saunders
- 1981 : The Girl, the Gold Watch & Dynamite de Hy Averback : le vieux fermier

## Théâtre à Broadway
- 1940-1941 : Meet the People, revue, musique de Jay Gorney, lyrics d'Henry Myers et Edward Eliscu, livret de divers